# Руська бурса
Асоціація «Руська Бурса» в Горлицях (лем. Стоваришыня «Руска Бурса») — лемківська асоціація, створена в 1908 році в Горлицях з метою створення «бурси» (гуртожитку) для лемківської молоді, яка навчалася в Горлицькій молодшій школі, створеній у 1906 році, і їхньої підтримки.
За зразки для гуртожитку в Горлицях послугували інші, створені декількома роками раніше — русинська (1898) та українська (1901) бурси в Новому Санчі.
Засновниками Асоціації були, серед інших, отці Василь Курилло, Михайло Юрчакевич, М. Дуркот, Х. Максимович, В. Калужняцький, також Д. Бубняк, Г. Ґаль. У 1909 р. Асоціація вже мала свою двоповерхову будівлю, сад і кілька гектарів землі на вулиці Сенкевича, 28 у Горлицях. У воєнні часи бурсу кілька разів закривали.
27 лютого 1950 року рішенням політико-соціального управління Управління воєводства в Ряшеві Асоціація «Руська Бурса» в Горлицях була розпущена й ліквідована, а за рішенням Окружного управління ліквідації у Кракові від 14 грудня 1950 року гуртожиток було передано у власність Державної скарбниці як майно, покинуте лемками, переміщеними в Радянський Союз і на західні польські землі в рамках акції «Вісла». Будинок було передано у використання лікарні.
Асоціація була реактивована (або фактично заснована знову) на установчому засіданні 1 червня 1991 року. Рішення суду про реєстрацію набрало чинності з 22 жовтня 1991 року. Відтоді Асоціація є культурним центром лемківської громади в Польщі й здійснює таку діяльність:
- навчальна (організовує наукові лекції, читання, мовні курси чи навчальні табори для дітей Лемківської освітньої установи у Гладишеві);
- культурна (концерти, виставки, майстерні лемківських звичаїв, традицій, ремесел тощо);
- виховна (організовує святкування початку й кінця навчального року для дітей і підлітків, які відвідують лемківські мовні заняття, походи в театр, музеї тощо);
- видавнича (видання наукового журналу «Річник Руської Бурси», видавнича серія «Бібліотека лемківської класики»).

До складу Асоціації входять молодіжний музичний колектив «Терочка» й театральний колектив «Терка», є також бібліотека (з фіксованим робочим часом) і Музей пам'яті Івана Русенка. Асоціація «Руська Бурса» є засновником першого лемківського радіо LEM.fm, на якому працює новинний портал lem.fm +.